# Rafał Murczkiewicz
Rafał Murczkiewicz (ur. 15 grudnia 1982, w Olsztynie) – polski trener piłki siatkowej.

## Sukcesy trenerskie
Bundesliga:
- 2021, 2022